# Гаральд Шраперс
Гаральд Шраперс (нім. Harald Schrapers, нар. 1964, Дуйсбург) — німецький критик ігор і журналіст. Він є головою асоціації Spiel des Jahres — престижної премії в галузі настільних ігор.

## Професійна кар’єра
Гаральд Шраперс здобув середню освіту в гімназії «Adolfinum» у місті Мерс, після чого навчався в Університеті Дуйсбург-Ессена, де вивчав політологію та соціальні науки. З 2000 року він працює прес-секретарем депутатки Бундестагу Керстін Грізе, а з 2010 року також відповідає за прес-службу та зв’язки з громадськістю депутата земельного парламенту Північного Рейну-Вестфалії Штефан Цімкайт.
Паралельно Шраперс є спеціалізованим журналістом у сфері настільних, карткових і товариських ігор. З 2009 року він співпрацює як позаштатний автор із двомовним журналом spielbox (німецькою та англійською мовами). Раніше він писав огляди ігор для Thüringer Allgemeine (2006–2010) та Die Zeit (2010–2013).

## Журналістська діяльність
З 1989 по 1999 рік Шраперс був головним редактором Niederrhein Magazin — журналу регіонального осередку Jusos Нижнього Рейну. Його перші огляди ігор з’явилися в цьому виданні у 1991 році, з 1993 року стали доступними в Інтернеті через файловий сервер, а з 1996 року — у Всесвітній павутині. На сайті gamesweplay.de він опублікував понад 1000 рецензій, включно з тими, що писав для журналу Fairplay до переходу в spielbox.
У 1990–1996 роках Шраперс входив до редакції журналу Arbeitshefte Juso-Hochschulgruppen. З 2004 по 2017 рік він був членом редакційної ради політичного дискусійного журналу Berliner Republik.
У 1996 році Шраперс створив сайт «Хорста Шиманського» та відповідну сторінку у Facebook. За словами Süddeutsche Zeitung, він є «своєрідним архіваріусом Шиманського».

## Громадська діяльність
У 1986 році Шраперса обрали головою Загального студентського комітету (AStA) в Університеті Дуйсбург-Ессена. У 1988–1990 роках він був членом координаційної ради Juso-Hochschulgruppen, а в 1990–1994 роках — членом федерального комітету Jusos. З 1994 по 1996 рік очолював регіональний осередок Jusos Нижнього Рейну, а до 2000 року входив до правління СДПН Нижнього Рейну. У 1997–1999 роках він був членом правління (бюро) Європейських молодих соціалістів (ECOSY), у 1999 році — заступником голови. З 1997 року Шраперс є членом правління Центру Віллі Брандта в Єрусалимі, співзасновником якого він був.
З 2008 по 2011 рік Шраперс входив до консультативної ради журі Kinderspiel des Jahres. У 2017 році він приєднався до журі з десяти критиків, яке визначає переможців Spiel des Jahres та Kennerspiel des Jahres. З липня 2018 року Шраперс є головою асоціації Spiel des Jahres e. V., що об’єднує 15 німецькомовних журналістів і критиків ігор.

## Вибрані публікації
- Дірк Пунг, Гаральд Шраперс, Апостолос Цаластрас: Jusos sind die SPD des nächsten Jahrzehnts: Was verändert’s? — Arbeitshefte, № 90, грудень 1991, с. 45–51.
- Гаральд Шраперс: Schimmi hat die Schnauze voll: Eine Ära geht zuende — Niederrhein Magazin, № 1, лютий/березень 1992, с. 23–24.
- Гаральд Шраперс: Politik in Israel – Ideologische Spaltung, politische Blöcke — Arbeitshefte, № 93, червень 1993, с. 5–12.
- Гаральд Шраперс: TM – ein Kleinstverlag prägt die Spielelandschaft — Fairplay, 3/2000, с. 13–15.
- Керстін Грізе, Гаральд Шраперс: Wie viele Kinder braucht das Land? — Berliner Republik, 1/2002, с. 71–75.
- Керстін Грізе, Гаральд Шраперс: Perspektiven für Kinder – auf die Kleinsten kommt es an — у кн.: Soziales Deutschland, VS, Вісбаден, 2005, ISBN 3-531-14798-6, с. 103–112.